# Rado Wuttej
Rado Wuttej, slovenski novinar in narodni delavec na avstrijskem Koroškem, * 27. april 1896, Gluhi Les (nem. Lauchenholz), † 30. november 1975, Celovec.
Po končanem učiteljišču v Mariboru je leta 1925 prevzel uredništvo lista Koroški Slovenec, za katerega je pridobil številne nove sodelavce. V Celovcu je vodil tamuraško društvo Bisernica in fantovsko pevsko društvo. Po uspešnih prvih volitvah v Kmetijsko zbornico je 1933 prevzel vodenje osrednje piarne kmečke zveze. Organiziral je letovanja slovenskih otrok s Koroškega na Jadranu in strokovno šolanje mladine na šolah v Sloveniji. Po »anšlusu« 1938 je bil med prvimi koroškimi Slovenci, ki so jih nacisti poslali v koncentracijsko taborišče Buchenwald; iz katerega pa se je po letu dni vrnil.
Po drugi svetovni vojni je obudil delovanje Slovenskega prosvetnega društva Danica v Šentvidu v Podjuni (nem. St. Viet im Jauntal) ter se kasneje preselil na Ravne na Koroškem in služboval v tamkajšnji železarni.